# Acmaeodera tubulus
Acmaeodera tubulus är en skalbaggsart som först beskrevs av Fabricius 1801.  Acmaeodera tubulus ingår i släktet Acmaeodera och familjen praktbaggar. Inga underarter finns listade i Catalogue of Life.